# 村松楽器販売
村松楽器販売株式会社（むらまつがっきはんばい、英称：Muramatsu Inc.）は、姉妹会社の株式会社村松フルート製作所が製作する「ムラマツ・フルート」の総発売元。
東京（新宿）、大阪、名古屋に直営店を持ち、「ムラマツ・フルート」の販売の他、フルートに関する楽譜、CDの販売を行っている。

## 概要
- 本社所在地：〒160-0023　東京都新宿区西新宿8-11-1
- 事業内容：フルート、並びにフルート関連商品の販売
- 代表者：代表取締役社長 村松明夫